# Enhalus acoroides
Espèce
Synonymes
- Enhalus koenigii L.C.Richard[2]
- Enhalus koenigii Rich.[3]
- Enhalus marinus Griff.[3]
- Stratiotes acoroides L.f.[3]
- Stratiotes acoroides Linnaeus f.[2]
- Vallisneria sphaerocarpa Blanco[3]

Statut de conservation UICN

 LC  : Préoccupation mineure
Enhalus acoroides est une herbe marine, une espèce de plantes de la famille des Hydrocharitaceae.

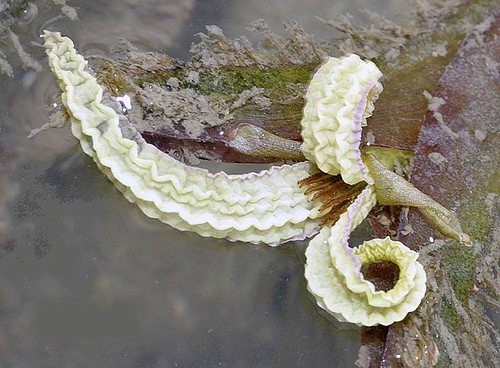
La fleur femelle en pleine floraison. Les pétales blancs tombent un jour après floraison.
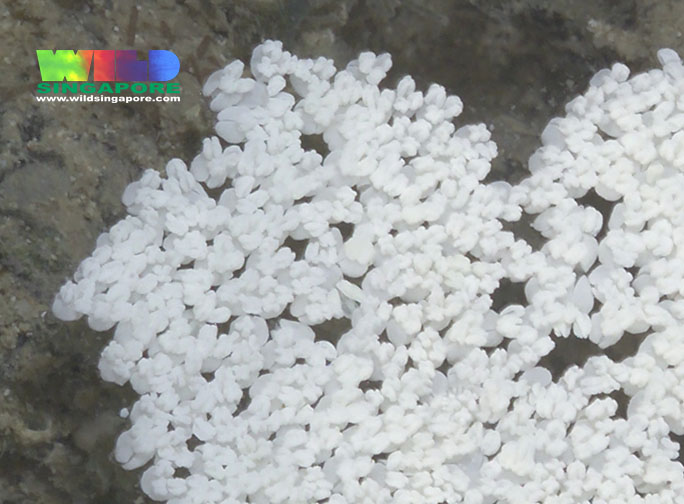
Au cours de la floraison des Enhalus (Herbes Ruban), de minuscules fleurs mâles flottent sur l'eau, ressemblant à des morceaux de polystyrène expansé. Lorsque ces fleurs se rassemblent, elles tendent à se coller entre-elles de manière régulière formant des sortes de « radeaux ».
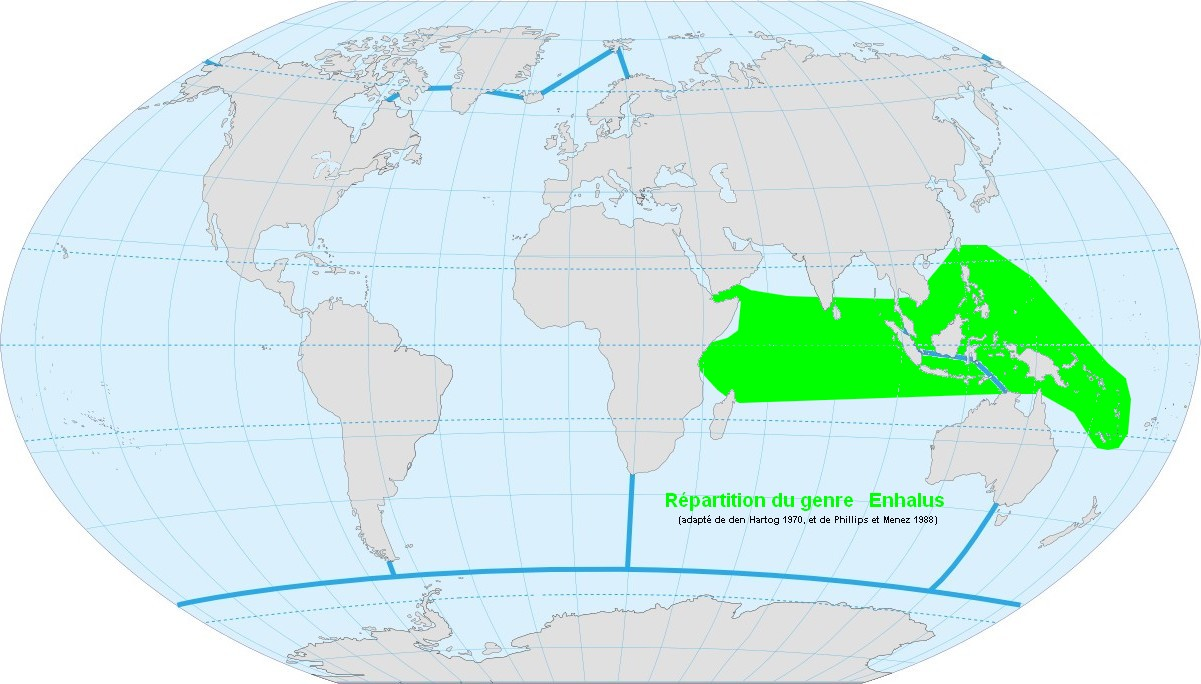
Répartition mondiale du genre Enhalus (adapté de den Hartog 1970, et de Phillips et Menez 1988).